# Ohle Dörp
Das Ohle Dörp bezeichnet die Überreste einer frühmittelalterlichen Wallburg nahe dem Stader Ortsteil Groß Thun am südwestlichen Rand der Hansestadt.
Die Anlage lag auf einem topographisch erhöhten Punkt der Stader Schwingewiesen und hatte eine Ausdehnung von 90 mal 70 Metern. Im Gegensatz zur benachbarten Schwedenschanze wurde die Wallanlage komplett abgetragen. Nur ein Plateau blieb übrig, das heute als Pferdeweide genutzt wird. Im Inneren wurden Siedlungsspuren wie Pfostenlöcher, Gruben und Öfen entdeckt. Der abgetragene Wall aus Grassoden besaß eine Breite von 10 Metern. Zusätzlich war die Anlage durch einen Abschnittsgraben gesichert. 
Die alte Wallanlage wurde durch eine geophysikalische Prospektion des Erdmagnetfelds im Umfeld der Schwedenschanze im Frühjahr 2009 gefunden. Das Flurstück wird nach mündlicher Überlieferung als das Ohle Dörp (niederdeutsch 'Altes Dorf') bezeichnet, dort wurden in der Vergangenheit Scherben aus der Zeit zwischen 700 und 1000 n. Chr. gefunden.
Das Verhältnis der Anlage zur Schwedenschanze ist ungeklärt, vermutlich war sie etwas jünger.

## Einzelbelege
1. ↑  Mittelalterliche Burg in Groß Thun gefunden, Artikel im Abendblatt am 4. Mai 2009 (Memento des Originals vom 3. Mai 2009 im Internet Archive)  Info: Der Archivlink wurde automatisch eingesetzt und noch nicht geprüft. Bitte prüfe Original- und Archivlink gemäß Anleitung und entferne dann diesen Hinweis.

Koordinaten: 53° 34′ 29,8″ N, 9° 26′ 42″ O